# Нейпир, Фрэнсис
Фрэнсис Нейпир, 10-й лорд Нейпир, 1-й барон Эттрик (англ. Francis Napier; 15 сентября 1819, Селкиркшир, Шотландия — 19 декабря 1898, Флоренция) — британский дипломат и государственный деятель, посол Великобритании в России в 1861—1864 годах.

## Биография
Ф. Нейпир родился в родовом замке лордов Нейпиров в Шотландии. Он учился в кэмбриджском Тринити-колледже, однако, не завершив образования, поступил на дипломатическую службу. Нейпир служил в британских миссиях в Вене, Константинополе и Неаполе. Он был назначен послом в Неаполе и исполнял свои обязанности во время революции 1848 года. Позже Нейпир возглавлял британское посольство в США (1857—1859), Нидерландах (1859—1860), России (1861—1864) и Пруссии (1864—1866).
В 1866—1872 годах Нейпир был губернатором провинции Мадрас в Британской Индии. Его деятельность была отмечена борьбой с эпидемиями и улучшением ирригационной системы. После убийства Ричарда Бурка на Андаманских островах, Фрэнсис Нейпир в 1872—1873 годах исполнял обязанности вице-короля Индии.
После окончания службы в Индии Нейпир вернулся в Великобританию, где стал членом Палаты лордов. Последние годы он провёл во Флоренции, где и скончался в 1898 году.